# Karl Geiser (Jurist)
Karl Geiser (* 25. September 1862 in Langenthal; † 16. November 1930 in Bern) war ein Schweizer Hochschullehrer, Behördenleiter und Heimatforscher.

## Leben

### Familie
Karl Geiser war der Sohn des Weinhändlers Abraham Friedrich Geiser und dessen Ehefrau Emilie (geb. Baumgartner).
Sein Grossvater war der Hotelier und Grossrat Friedrich Geiser-Rüegger (1797–1870).
Er war ab dem 13. Juni 1889 mit Lina (* 1866 in Koppigen; † 15. August 1909), einer Tochter von Jakob Affolter, verheiratet; gemeinsam hatten sie zwei Söhne, zu denen der spätere Bildhauer und Fotograf Karl Geiser gehörte.
In zweiter Ehe war er ab dem 17. August 1922 mit seiner Schwägerin Frieda, auch Frida (geb. Affolter) verheiratet.
Er wurde auf dem Schosshaldenfriedhof in Bern beigesetzt.

### Werdegang
Karl Geiser besuchte in Langenthal die Sekundarschule und kam im Frühjahr 1878 an das 1873 gegründete Gymnasium in Burgdorf, wo er auch seine Maturität absolvierte; zu seinen Freunden und Mitschülern gehörte der ebenfalls aus Langenthal stammende und spätere Oberrichter und Militärschriftsteller Theodor Hellmüller († 18. September 1915).
Nachdem er sich an der Universität Strassburg im Frühjahr 1881 zu einem Medizinstudium immatrikuliert hatte, wechselte er nach einem Semester zu einem Studium der Geschichte und Literatur und setzte im Winter 1882/83 das Studium an der Universität München fort. Er studierte darauf an der Universität Basel bei dem Geschichtsphilosophen Jacob Burckhardt, den Historikern Wilhelm Vischer und Heinrich Boos sowie dem Volkswirtschaftler Karl Bücher. Von 1884 bis 1888 studierte er an der Universität Bern bei Basilius Hidber, Alfred Stern, Ludwig Hirzel, Eduard Juljewitsch Petri und bei Albert Zeerleder (1838–1900); dort promovierte er 1887 mit seiner Dissertation Geschichte der bernischen Verfassung von 1191 bis 1471 zum Dr. phil. magna cum laude.
Nach dem Studium war er zunächst als Volontär in der eidgenössischen Zentralbibliothek und im Departement des Innern tätig.
Im Frühjahr 1890 habilitierte er sich an der juristischen Fakultät in Bern als Privatdozent für schweizerische und bernische Verfassungsgeschichte und war dort bis 1899 tätig. 1904 wurde er zum ausserordentlichen Professor für bernische Verfassungs- und Rechtsgeschichte beziehungsweise seit 1917 auch bernisches Staatsrecht an der Universität Bern ernannt. Später wurde sein Lehrgebiet noch auf Wirtschafts- und Rechtsgeschichte der Landwirtschaft, des Forstwesens und der Nutzbarmachung der Wasserkräfte erweitert.
Er wurde 1892 als Gehilfe im bernischen Staatsarchiv angestellt und war dort mit Ordnungs- und Registraturarbeiten betraut worden.
1895 wurde er Adjunkt in der neu gegründeten Schweizerischen Landesbibliothek und beendete im September 1907 dieses Amt; in dieser Zeit war er von 1899 bis 1900 für die Freisinnigen Stadtrat in Bern.
1897 unterrichtete er auch zeitweise am staatlichen Berner Lehrerseminar in Hofwyl.
Er betätigte sich 1901 auch als Erfinder und entwickelte unter anderem ein phosphorfreies Zündhölzchen, worauf in Basel die Aktiengesellschaft Geiser zur Verwertung der Erfindungen und Patente von Karl Geiser gebildet worden war.
1903 verfasste er im Auftrag der Gemeindedirektion Bern eine historisch-politische Studie über die Entwicklung und Neugestaltung des bernischen Gemeindewesens, die als Grundlage für die Reform des Gemeindegesetzes von 1852 diente.
Er wurde 1907 Beamter der Baudirektion des Kantons Bern für den Vollzug des kantonalen Gesetzes über die Nutzbarmachung der Wasserkräfte. 1912 wurde er zum Vorsteher des Wasserrechtsbüros des Kantons Bern ernannt.

### Schriftstellerisches Wirken
Karl Geiser veröffentlichte neben verschiedenen juristischen und historischen Publikationen auch weitere literarische Arbeiten.
Er war auch Textautor und Komponist des Liedes Vom Rosegarte z'Mailand; das Lied handelt von der Schlacht bei Marignano und beschreibt die seltsam freudige Stimmung der Soldaten, bevor sie in den Krieg ziehen.
Von 1889 war er für vier Jahrgänge Herausgeber des Berner Taschenbuchs zuständig.
Er übernahm von 1889 bis 1890 die Redaktion des Berner Landboten, der aus der Vereinigung der Zeitungen Freier Berner und die Allgemeine Zeitung für Dorf und Stadt hervorgegangen und ein Presseorgan der Vereinigten Freisinnigen des Oberaargaus war.
1894 beauftragte ihn die Direktion des kantonalen Armenwesens, eine Geschichte des Armenwesens im Kanton Bern zu schreiben; dies diente später als Vorarbeit für die Armenreform des Regierungsrates Johannes Ritschard (1845–1908).
Von seinen Bühnenstücken wurden unter anderem Es Badgricht im Aenggistei oder d'Frau Merian zahlt's 1922 im Stadttheater Bern uraufgeführt.

## Mitgliedschaften
Während des Studiums gehörte Karl Geiser der Schweizerischen Studentenverbindung Helvetia an, die ihre Jahresfeste regelmässig in Langenthal abhielt.
Er war ab 1897 Mitglied der Allgemein Geschichtsforschenden Gesellschaft der Schweiz (heute Schweizerische Gesellschaft für Geschichte).
Als Mitglied der Literarischen Gesellschaft verfasste er fünf Neujahrsblätter.

## Schriften (Auswahl)
- Der Twingrodel des Dorffs und Grichts Langenthal von 1413, revidirt 1669: rechtsgeschichtliche Studie. 1887.
- Geschichte der bernischen Verfassung von 1191 bis 1471. Bern: Buchdruckerei von W. Büchler, 1888.
- Die Bestrebungen zur Gründung einer eidgenössischen Hochschule, 1758–1874. Bern, 1890.
- Wie die gesetzgebenden Räthe der helvetischen Republik den Kalender verbesserten. In: Berner Taschenbuch, Band 38–39. 1890. doi:10.5169/seals-125729#201, S. 191–217.
- Zum Andenken an einen bernischen Patrioten, Oberrichter Alfred Züricher. In: Berner Taschenbuch, Band 38–39. 1890. S. 249–299.
- Der Bund der Stadt Bern mit den Waldstätten vom 6. März 1353. In: Berner Taschenbuch, Band 40. 1891. doi:10.5169/seals-125938#10, S. 1–25.
- Leben und Schriften des "Bürger Quixote aus Uechtland", Andreas Dennler, gew. Landarzt in Langenthal. In: Berner Taschenbuch, Band 40. 1891. doi:10.5169/seals-125949#294, S. 245–280.
- Ein Volksfest in Sumiswald vor neunzig Jahren. In: Berner Taschenbuch, Band 40. 1891. doi:10.5169/seals-125950#331, S. 281–291.
- Die Verfassung des alten Bern bis 1798. In: Festschrift zu VII. Säkularfeier der Gründung Berns, 1191–1891. Schmid, Francke und Co., Bern 1891, S. 1–143.
- Vierzig Jahre Bernischer Eisenbahnpolitik. Bern: K.J. Wyss, 1892.
- "Der Knabe der das Alphorn blies". In: Berner Taschenbuch, Band 42–43. 1894. doi:10.5169/seals-126389#121, S. 113–116.
- Geschichte des Armenwesens im Kanton Bern von der Reformation bis auf die neuere Zeit. Bern: Stämpfli, 1894.
- Der Regimänts-Chüjer: ein Kriegsgerichtsfall aus dem XVIII. Jahrhundert: der in Langau am 23. Sept. 1895 vers. Juristenzunft gemeinder löblicher Eidg. gewidmet - Einakter. Bern: Buchdr. Gebhardt, 1895.
- Auch ein Beitrag zur Zündhölzchenfrage. Bern: Siebert, 1895.
- Über die Haltung der Schweiz während des Schmalkaldischen Krieges. In: Jahrbuch für schweizerische Geschichte, Band 22. 1897. S. 165–249.
- Rückblick auf die Entwicklung der wirtschaftlichen Verhältnisse im Kanton Bern. Thun: Verlag des Central-Komitee der Gewerbeausstellung, 1899.
- Albrecht von Haller; Karl Geiser; Kaspar Wolf: Die Alpen. Bern: Francke, 1902.
- Entwicklung und Neugestaltung des Gemeindewesens im Kanton Bern. Bern 1903.
- Die Verdienste der helvetischen Gesellschaft um die vaterländische Geschichte. Bern: K. J. Wyss, 1906.
- Johann Zum Stein; Karl Geiser: Erlebnisse eines Bernischen Reisläufers in Neapel und Sizilien 1846–1850. Bern: A. Francke, 1907.
- Beiträge zur Geschichte des Wasserrechtes im Kanton Bern. Biel: W. Gassmann, 1909.
- Schenk, Karl. In: Allgemeine Deutsche Biographie (ADB). Band 55, Duncker & Humblot, Leipzig 1910, S. 165–171.
- Rechtsgeschichtliches aus Urkunden bernischer Wasserwerke. In: Zeitschrift für schweizerisches Recht, Band 30. 1911. S. 297–338.
- Rechtsgeschichtliches aus Urkunden bernischer Wasserwerke (Fortsetzung). In: Zeitschrift für schweizerisches Recht, Band 31. 1912. doi:10.5169/seals-896499#98, S. 87–135.
- Aus den Lehrjahren eines Berner Patriziers zur Zeit der Mediation. In: Neues Berner Taschenbuch, Band 18. 1912. doi:10.5169/seals-128679#257, S. 245–278.
- Pestalozzi's Lienhard und Gertrud und die Bestrebungen zur Hebung des Landvolkes. Bern: Wyß, 1913.
- Brienzersee und Thunersee: Historisches und Rechtliches über den Abfluß. Zürich: Schweizerischer Wasserwirtschafts-Verband, 1914.
- Langenthal unter der Twingherrschaft des Klosters St. Urban. In: Archiv des Historischen Vereins des Kantons Bern, Band 25. 1919–1920. doi:10.5169/seals-370899#201, S. 155–262.
- Karl Geiser; Johann Jakob Abbühl; Fritz Bühlmann: Einführung und Kommentar zum Bundesgesetz über die Nutzbarmachung der Wasserkräfte (vom 22. Dez. 1916). Zürich: Schultheß & Co. 1921.
- Es Badgricht im Aenggistei oder d'Frau Merian zahlt's: Es altmödisch's Gespässli Karig. Bern: Stämpfli, 1922.
- Die Gründung der Ersparniskasse für den Amtsbezirk Aarwangen im Jahre 1823 und ihre Entwicklung bis 1923. Bern: Büchler, 1923.
- Zum Andenken an ein gemeinnütziges Werk: auf die fünfzigjährige Feier des Hagneckdurchstiches. Bern: 1928.
- Untersuchungen über die Rechtsverhältnisse der Wasserwerke am Rheinfall bei Neuhausen. Zürich: Druck A.-G. Jean Frey, 1930.
- Bern unter dem Regiment des Patriziates. Teil I, Die Burgerschaft der Stadt Bern und das Patriziat. In: Archiv des Historischen Vereins des Kantons Bern, Bd. 32. 1933–1934. doi:10.5169/seals-370948#158, S. 85–112.